# Колияннис, Костас
Ко́стас Колия́ннис (греч. Κώστας Κολιγιάννης; 1909, Эллопия, Беотия — 5 сентября 1979, Будапешт) — первый секретарь ЦК Коммунистической партии Греции в изгнании с 1957 до 1972.

## Биография
По профессии — юрист, учился на юридическом факультете Афинского университета. Член КПГ с 1931. В 1932—1935 член, в 1934—1935 секретарь райкома КПГ в г. Фивы. После установления диктатуры Метаксаса в 1935 и 1936—1943 в заключении и ссылке, бежал из тюрьмы Пилоса. Он сразу же вступил в Национально-освободительный фронт Греции (ЭАМ) под псевдонимом Костас Арванитис. В 1943—1944 на политработе в Народно-освободительной армии Греции (ЭЛАС).
В 1945—1947 секретарь окружкома КПГ Эвбеи, Эпира и восточных районов Центральной Греции. Кандидат в члены ЦК КПГ в 1945—1948. Член ЦК КПГ с 1948. В 1947—1949 на партийной работе в Демократической армии Греции (ДАГ). Сыграл важную роль в гражданской войне, будучи Верховным политическим комиссаром ДАГ в Эпире, где удалось взять под контроль многие деревни и города, установив там институты коммунистической власти. После окончательного поражения ДАГ в 1949 году он бежал в коммунистические страны Восточной Европы.
Кандидат в члены Политбюро ЦК КПГ в 1950—1952. Член Политбюро ЦК КПГ в ноябре 1952—1974. После смерти Сталина и начала десталинизации Колияннис, получив гарантии поддержки от новой хрущёвской власти, открыто выступил против сталиниста-генсека КПГ Никоса Захариадиса, подняв вопрос о партийном руководстве. В ночь с 18 на 19 августа 1955 года в Ташкенте начали происходить потасовки и стычки в между сотнями политических беженцев из Греции, среди которых были ключевые лидеры КПГ.
Захариадис был окончательно смещён в 1956 году, и после короткого переходного срока Апостолоса Грозоса его место занял Колияннис, взяв на себя обязанности секретаря партии. Он возглавлял КПГ до 1972 года (в 1961 году его должность в контексте десталинизации была переименована из генерального в первого секретаря). 24 октября 1961 года Костас Колияннис присутствовал на 22 съезде КПСС.
В 1965 году Колияннис вступил в конфликт с Мицосом Парцалидисом и другими лидерами КПГ по вопросу о составе Центрального Комитета, состоящем из представителей «внутренних» (членов запрещённой КПГ, действовавших в Греции главным образом подпольно либо через Единую демократическую левую партию ЭДА) и «внешних» сил (тысяч политических беженцев в Восточной Европе и СССР).
На 12-м пленуме Центрального Комитета КПГ в Будапеште в феврале 1968 года просоветски настроенный Колияннис и его группа сумели одержать победу, что привело партию к кризису и, в конечном итоге, к расколу — несогласные и более последовательные в своём антисталинизме активисты создали еврокоммунистическую Коммунистическую партию Греции (внутреннюю).
В 1972 году Колияннис, потеряв контроль над партией, был вынужден уйти в отставку с поста секретаря «по состоянию здоровья». 17-й Пленум Центрального Комитета, состоявшийся в его отсутствие в декабре 1972 года, избрал на его место Харилаоса Флоракиса. Оставшиеся годы своей жизни Колиянниспрожил в Будапеште, тогда ещё кадаровской Венгрии, где и умер 5 сентября 1979 года. Его похороны и погребение состоялись несколько дней спустя в его родном городе Эллопия в Беотии.